# Кампомарино
Кампомарино, Кампомаріно (італ. Campomarino) — муніципалітет в Італії, у регіоні Молізе,  провінція Кампобассо.
Кампомарино розташоване на відстані близько 220 км на схід від Рима, 55 км на північний схід від Кампобассо.
Населення — 7701 особа (2014).

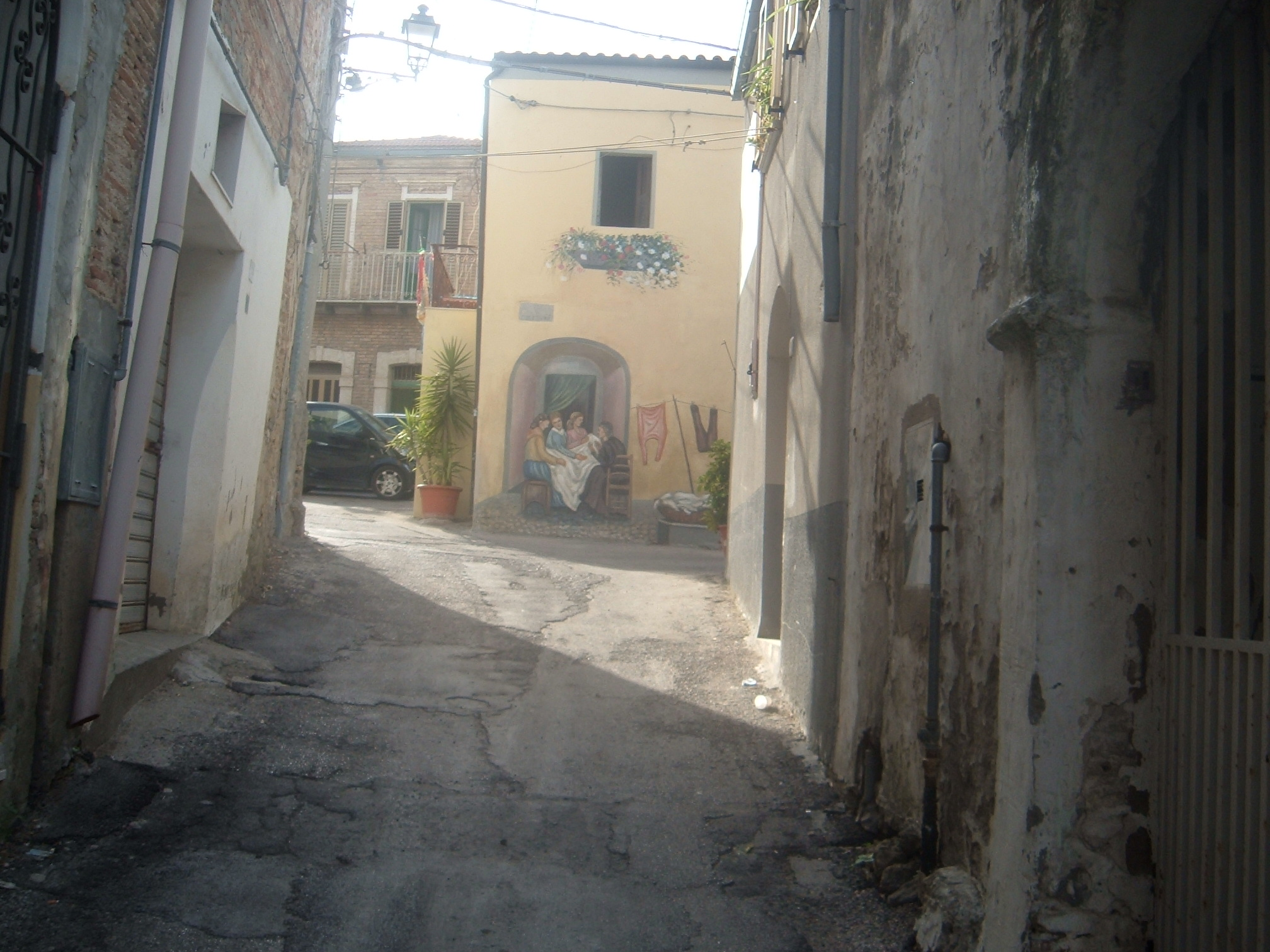

Щорічний фестиваль відбувається 24 липня. Покровитель — Santa Cristina.

## Демографія
Населення за роками:

Станом на 1 січня 2023 року в муніципалітеті офіційно проживало 767 іноземців з 58 країн, серед них 260 громадян країн Євросоюзу та 24 громадяни України.

## Сусідні муніципалітети
- К'єуті
- Портоканноне
- Сан-Мартіно-ін-Пенсіліс
- Термолі